# Green Cargo

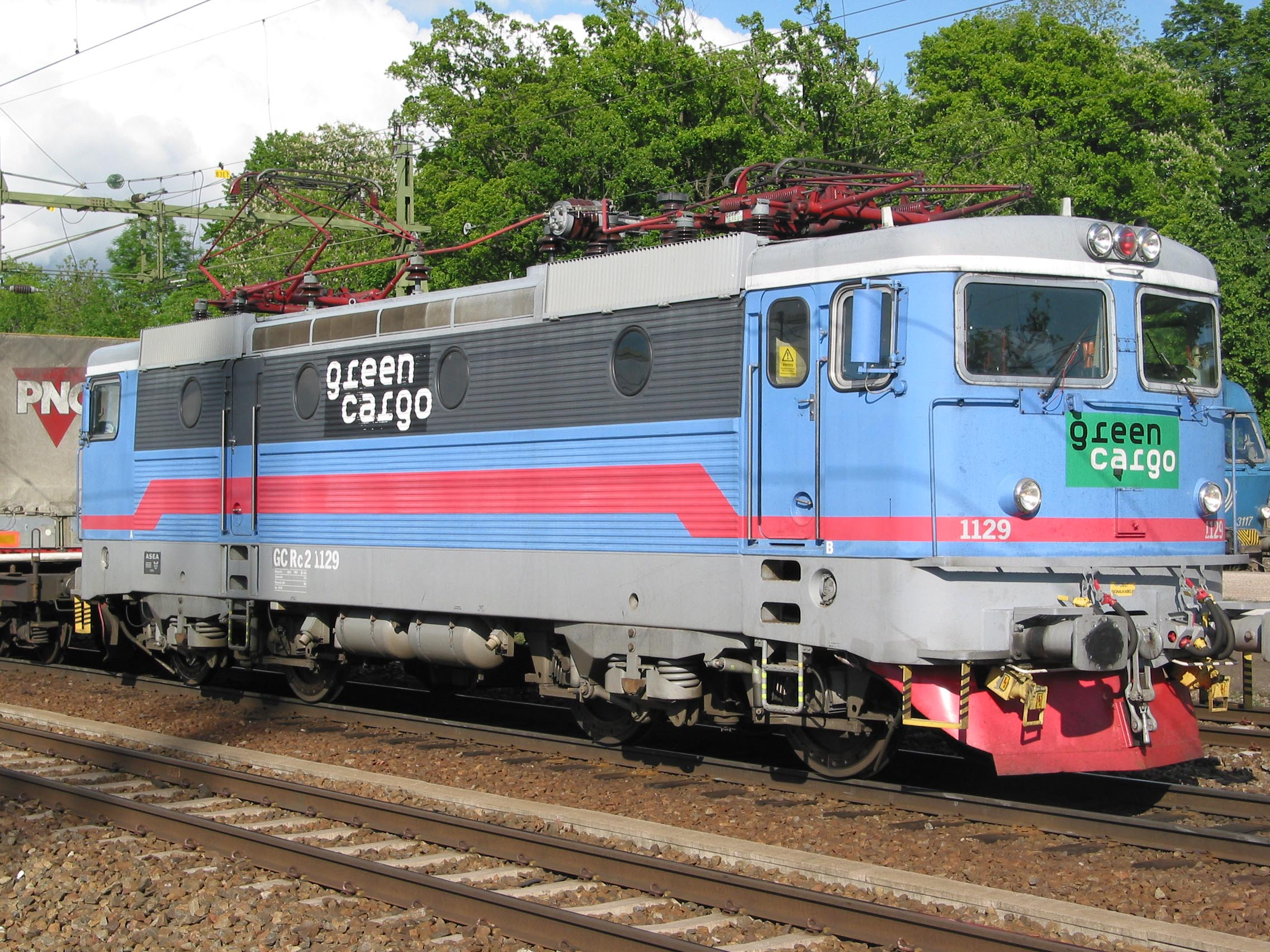
Green Cargo villamos mozdony

A Green Cargo egy svéd logisztikai vállalat, amely vasúti teherszállítással foglalkozik. A vállalat 2001-ben alakult a Statens Järnvägar logisztikai felosztásából, majd állami tulajdonú, korlátolt felelősségű társaság lett. A vállalat azonban pénzügyi gondokban van, és 2004. június 19-én a Riksdag felhatalmazta a svéd kormányt, hogy adja el. Médiaspekulációk szerint a Deutsche Bahn érdeklődik a cég iránt.

## Lásd még
- SJ AB - Személyszállítás
- SeaRail - A Green Cargo leányvállalata, Svédország és Finnország között üzemeltet tehervonatokat